# Parafia Wszystkich Świętych w Zakliczynie
Parafia Wszystkich Świętych w Zakliczynie – parafia rzymskokatolicka w archidiecezji krakowskiej, dekanacie Myślenice.
Do parafii należą wierni z miejscowości: Czechówka (1034), Stojowice (450), Zakliczyn (1600).

## Kościół parafialny
Kościół parafialny został wybudowany w latach 1773–1774, a konsekrowany przez biskupa Franciszka Potkańskiego w 1776. Jego fundatorem był ks. Wojciech Brandysiewicz i parafianie.